# Vita kriget

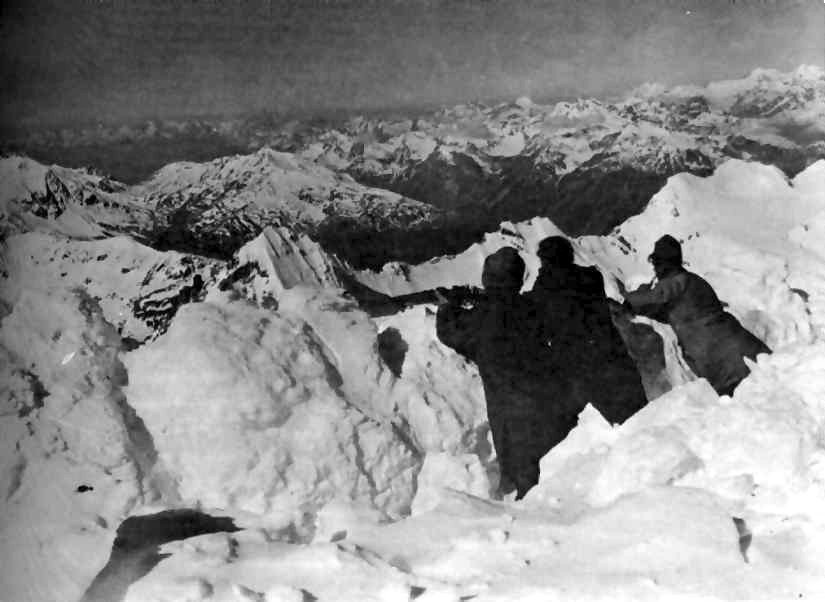
Österrikisk–Ungersk skyttegrav vid bergstoppen Ortler på 3 850 meter.

Vita kriget kallas ibland den del av första världskriget som utspelade sig i Alperna, ungefär från schweiziska gränsen till Gardasjön, mellan Österrike-Ungern och Italien åren 1915 - 1918. Krigshändelserna utspelade sig på cirka 1300 meters höjd i Alperna. Tyngdpunkten för italienska fronten under första världskriget låg längre österut, se slagen vid Isonzo, så den här delen av kriget är nästan bortglömt. Vintern 1918-1919, kort efter krigsslutet, var också väldigt hård, och längs hela den tidigare frontlinjen föll det flera meter snö. Slagfältet och allt som soldaterna lämnat kvar försvann under snön. 

## Krigets utveckling
I början av kriget så brukade lokala guider värvas av båda sidor, eftersom de förstod att det skulle bli svårt att föra krig på höjderna. Guiderna kunde trakten innantill och kunde dessutom lära soldaterna att klara sig i alpin terräng. Officerarna antog att guiderna skulle vara lojala mot sina respektive länder, men bergsbefolkningen hade svårt att glömma gamla traditioner. De var vana att arbeta tillsammans för att överleva i Alperna, och de tänkte inte låta officerarnas order ändra på det.
Under krigets första år - innan stora grupper soldater från andra håll hade utbildats i bergskrigsföring - förde guiderna kriget på sitt eget sätt. Det hände ofta att både italienska och österrikisk-ungerska guider brukade mötas på en avsides bergssida, utom synhåll för överordnade, och äta frukost istället för att skjuta på varandra. Om någon guide blev skadad så hjälpte någon annan guide den skadade, vilken sida han än tillhörde. De brukade även berätta var de kunde röra sig utan att bli beskjuten av den andres sida. Ju längre tiden gick, desto mer rustade båda sidor upp och guiderna kunde inte längre mötas.
Österrike-Ungern brukade skicka upp så kallade Standschützen, otränade och mer eller mindre frivilliga trupper av män mellan 17 och 70 år. Italienarna däremot skickade in vältränade alpbrigader. Fast att det var svår terräng brukade ofta italienarna överraska sina otränade fiender. Eftersom österrike-ungerska soldaterna inte lyckades genomskåda italienarnas drag kallade de sina vitklädda fiender för spöken.
När en sida hade tagit över en högt belägen punkt, var den så gott som omöjlig att erövra för fienden. Därför antog båda sidor från början av kriget en defensiv ställning och anföll den andre oftast mest för att kunna ha något att rapportera till generalerna. Fronten flyttades som mest några 100-tals meter under kriget. 
Mot slutet av kriget började båda länder ta in tungt artilleri i hopp om att kunna få ett genombrott fast det visade sig att artilleriet endast hade begränsad effekt. Ammunitionen var tung och svårhanterlig, och skulle det ha någon effekt krävdes stor precision. Kom projektilen bara lite på sidan om målet, rasade den ner för bergssidan och sprängdes utan att åstadkomma någon större önskvärd skada. När krigets största artilleri, två österrike-ungerska 305 millimeters haubitsar, hade kommit på plats så slutade kriget. Österrike-Ungern hade kapitulerat.

## Livet som soldat
Det var en svår vardag, mest på grund av vädret. De vistades på platser där temperaturen dagligen låg runt -10 - -25 C, vilket tog livet av många soldater och många fick svåra köldskador. Det förekom ofta jordskred och fallolyckor skadade eller tog livet av många. De kunde bli isolerade av en snöstorm i flera dagar utan kontakt med omvärlden. Det förekom fler dödsfall på grund av naturen än av fiendens kulor. Även inomhus var det svårt. Vädret var så hårt att det inte var problemfritt att bygga byggnader uppe i bergen. Soldaterna fick bo mycket tätt och med nästan ingen mat. Stanken från blött ylle blandat med oset från spisarna gjorde livet under kriget till ett helvete. Det var en hård psykisk prövning och många soldater deserterade eller miste förståndet. Man uppskattar att förfysning, svält och sjukdom kostade cirka 20 000 soldater livet.

## Krigets påverkan på omgivningen
När kriget drog igång, 1915, så var provinserna på båda sidor om gränsen fattiga och var tvungna att bygga vägar till bergen för att kunna skicka upp förnödenheter. När förnödenheterna var vid bergets fot så skulle de några kilometer upp i bergen, ofta på människors ryggar eller på hästar. Det var ett omänskligt slit, och för varje soldat krävdes det 9 människor att bära förnödenheter.
Det var ett mycket kallt klimat i bergen, runt -20 C och för att vara skyddade från fiendens kulor så brukade man bära upp förnödenheterna på natten, när det var som kallast och svårast att hålla ögonen på "vägen". 
Allt eftersom man skickade upp mer material till soldaterna förbättrade man även vägnätet, byggde linbanor och järnvägar så det gick snabbare med transporten. I början av kriget tog det runt 8 dagar för förnödenheter och varor att komma fram, mot slutet av kriget gick samma sträcka på bara några timmar. 
När kriget äntligen var över, så kom det ljusa med kriget. De gigantiska summor som lades ner på järnvägsnätet och att skapa vägar/stigar i bergen visade sig vara en ekonomisk bra investering, eftersom det lockade massor med turister till regionen. Än idag är platsen en populär turistort. 

## Fynd från kriget
Allt eftersom jordens klimat blir varmare börjar isen i Alperna att smälta och blotta svunna tider. Det är inte ovanligt att man stöter på patronhylsor och taggtråd i bergen. Den 20 augusti 2004 stötte man på 3 lik i Alperna. Tack vare kläderna de hade på sig kunde man identifiera dem som österrikisk-ungerska soldater. Efter att ha lossats ur isen begravdes de på en militärkyrogård, 86 år efter att de dött.